# Ignác Jan Hanuš
Ignác Jan Hanuš (28. listopadu 1812 Praha – 19. května 1869 Praha), v německé verzi Ignaz Johann Hanusch, byl český filosof, odborník na slovanskou mytologii a knihovník.

## Život a dílo
Studoval na pražském staroměstském gymnáziu. Jedním z jeho profesorů byl Josef Jungmann. Našel zalíbení ve filosofii, kterou vystudoval na pražské univerzitě (absolutorium 1831)a aby na ni měl více času, vstoupil roku 1832 do premonstrátského kláštera na Strahově. Jeho očekávání se ale nesplnila a brzy odtud odešel. Vystudoval pak práva na Vídeňské univerzitě a od roku 1835 zde působil jako adjunkt filosofie. O rok později získal v Praze doktorát z filosofie a stal se ve 24 letech řádným profesorem univerzity ve Lvově. Navázal množství kontaktů s Poláky i Ukrajinci a studoval slovanské bájesloví. Výsledkem jeho zkoumání byla německá studie Die Wissenschaft des slawischen Mythus (1842). Sepisoval také školní učebnice.
V roce 1847 získal místo profesora na Filosofické fakultě olomoucké univerzity, kde vyučoval teoretickou filosofii, morální filosofii a dějiny filosofie. O rok později redigoval německojazyčné noviny Die neue Zeit. Spolu s Janem Helceletem stál při založení Prostonárodních Holomouckých Novin, a spolu s Janem Helceletem a Františkem Janem Mošnerem patřil k předním členům Slovanské lípy.
Roku 1849 se vrátil do Prahy, kde přednášel filosofii na univerzitě. Jeho výklady byly v němčině i češtině. Zaměřoval se na dějiny filosofie, vysoce si cenil Tomáše Štítného. V roce 1852, během Bachova absolutismu, byl ale sesazen, protože místo tehdejší oficiální Herbartovy filosofie vykládal podle Hegela. Od té doby vyučoval jen soukromě a získaný čas využil k vědecké a organizátorské práci. Stal se řádným členem Královské české společnosti nauk, Matice srbské a čestným členem moskevské Archeologické společnosti,převzal odpovědnost za knihovnu KČSN. Psal školní učebnice a články o slovanském bájesloví, jako např. Děva zlatovlasá, bohyně Slovanův pohanských.Dlouhodobě připravoval souborné dílo Bájeslovný kalendář slovanský čili pozůstatky pohansko-svátečných obřadův slovanských, které vydal roku 1860. Kontroverze ve své době vyvolaly některé jeho práce, v nichž dokazoval, že Cyril a Metoděj používali hlaholici, která je tudíž starším slovanským písmem než cyrilice.Nelibost způsobil i jeho článek v německém časopise Kritische Blätter, kde zpochybňoval pravost některých starých českých literárních památek.
V roce 1860 převzal po Pavlu Josefu Šafaříkovi vedení pražské univerzitní knihovny a velmi ji zvelebil. Zvýšil počet pracovníků, nově zpracoval katalog, rozšířil čítárnu a prodloužil otvírací dobu. Zlepšené podmínky i ochota zaměstnanců, kterým byl Hanuš příkladem, vedly ke spokojenosti návštěvníků a počty pravidelných čtenářů v knihovně stoupaly.
16. května 1869 ho ranila mrtvice[nepřesný odkaz] a na její následky zemřel o tři dny později.

## Význam
Hanuš byl ve své době oblíbený a uznávaný, především pro svou pracovitost a zásluhy o zlepšení pražské knihovny v Klementinu.Jeho vědecká činnost ale nemá tak velký význam. Kladem jeho přístupu bylo, že zdůrazňoval potřebu vědeckého studia lidového bájesloví a důležitost srovnávací metody s využitím poznatků jazykovědných i národopisných. Ve svých studiích slovanských kultur se orientoval na německy psanou literaturu, čímž získal perspektivu, která jiným autorům chyběla, ale na druhou stranu přehlédl řadu významných prací ve slovanských jazycích. Například navzdory dlouhodobému pobytu ve Lvově příliš nečerpal z polských a ukrajinských zdrojů, ke kterým tam měl snadný přístup. Na rozdíl od jeho současníka Karla Jaromíra Erbena mu také chyběl literární talent; jeho práce jsou suše analytické, nikoliv umělecky čtivé. Většina jeho teorií byla postupně překonána.